# 繡珠寶螺
繡珠寶螺（学名：Cypraea cicercula）为寶螺科寶螺屬下的一个种。